# Tiểu thư quạ đen và tiên sinh thằn lằn
Tiểu Thư Quạ Đen Và Tiên Sinh Thằn Lằn (tiếng Trung: 乌鸦小姐与蜥蜴先生, bính âm: Wū Yā Xiǎo Jiě Yǔ Xī Yì Xiān Shēng, tiếng Anh: Miss Crow And Mr. Lizard) là một bộ phim tình cảm lãng mạn được đạo diễn bởi Ngô Cường. Phim kể về Cố Xuyên, chàng trai bị thương ở tim do một tai nạn ngoài ý muốn thời đại học, anh may mắn lần nữa tái sinh bằng "trái tim cơ học", nó giúp anh có được cuộc sống mới và cũng mang đến cho anh không ít rắc rối.

## Phát sóng
| Kênh          | Quốc gia   | Ngày phát sóng           |
| ------------- | ---------- | ------------------------ |
| Tencent Video | Trung Quốc | Ngày 26 tháng 4 năm 2021 |

## Tóm tắt
Cố Xuyên (Nhậm Gia Luân) từng là một thanh niên vui vẻ, đam mê cuộc sống nhưng lại trở thành xác chết biết đi do gặp tai nạn ô tô dẫn đến tổn thương tim nghiêm trọng. Dù đã trải qua ca ghép tim nhưng trái tim ấy lại khiến anh không thể vận động mạnh cũng không thể buồn, vui, tức giận như người bình thường khiến Cố Xuyên vốn dĩ vui vẻ, yêu đời, dần mất đi niềm tin vào cuộc sống. 10 năm sau, Cố Xuyên và Hứa Thành Nhiên - người bạn tốt của anh đã cùng thành lập một công ty kiến trúc. Dù đã cố chấp nhận sự thật rằng bản thân mình không giống người bình thường nhưng anh cứ thất bại hết lần này đến lần khác cho tới khi gặp được Khương Tiểu Ninh (Hình Phi). Ba mẹ của Khương Tiểu Ninh mất từ khi cô còn nhỏ, cô sống cùng bà và cô của mình. Ký ức tồi tệ lúc nhỏ không hề khiến cô thất vọng, thay vào đó cô lớn lên trở thành một cô gái lạc quan, vui vẻ, biết trân trọng mọi thứ và sống hết mình. Hai người bắt đầu bằng mối quan hệ cấp trên cấp dưới, trải qua nhiều lần gần gũi, Cố Xuyên nhìn thấy được nhiệt huyết và hy vọng mà anh đã đánh mất ở Khương Tiểu Ninh. Từ đây chuyện tình Tiểu Thư Quạ Đen Và Tiên Sinh Thằn Lằn bắt đầu diễn ra, họ như một cặp bài trùng làm việc ăn ý với nhau cả ngoài đời lẫn trong công việc.

## Diễn viên

### Diễn viên chính
- Hình Phi vai Khương Tiểu Ninh
- Nhậm Gia Luân vai Cố Xuyên
- Triệu Dịch Hoan vai Triệu Nghiên
- Lưu Nhuế Lân vai Hứa Thành Nhiên

### Diễn viên phụ
- Cát Thi Mẫn vai Tô Mạn Lâm
- Tuấn Thanh vai Đường Tự
- Tuyên Lộ vai Trần Văn Văn
- Phiền Trì Hân vai Trần Thần
- Nhạc Dược Lợi vai Tiến sĩ Peele
- Ngải Mễ vai Khương Tiểu Ninh lúc nhỏ
- Ma Tuấn vai Hứa Quốc Tường
- Phạm Điềm Điềm vai Khương Mạch
- Triệu Chính Dương vai Vương Khải
- Quan Sướng vai Kiều Mộng Giai
- Lý Nghi Nho vai Kỳ Hồng
- Vương Úy vai Trình Đông
- Vương Sách vai Cố Viễn Sơn
- Trương Lê vai Phương Ninh
- Hạ Minh Hạo vai Hà Thăng
- Lưu Quan Lân vai Âu Dương Chấn
- Hạ Bân vai Nguy Tử Chiêu
- Vương Vỹ Hoa vai Đường Chính Thành
- Chu Á Anh vai Hà Tuệ Lan
- Dương Tông Triết vai Trần Áo/Trần Vận
- Lý Tiến Vinh vai Khương Quảng Đạt
- Hác Văn Đình vai Trầm Tư Lan
- Từ Hải Vy vai Trợ lý Lưu
- Lý Toa vai Trình Du
- Cao Khải Nguyên vai Mục Phi
- Mai Ny Toa vai Tinh Tử
- Vương Khánh Tường vai Vương lão sư
- Lô Sâm Bảo vai Lão Trịnh
- Kim Lộ Oánh vai Tiểu Mễ
- Triệu Hiểu Phi vai Lão Mã
- Đàm Bành Văn vai Châu Tường

## Nhạc phim
| STT              | Nhan đề                                               | Phổ lời                                           | Phổ nhạc                                          | Ca sĩ                         | Thời lượng |
| ---------------- | ----------------------------------------------------- | ------------------------------------------------- | ------------------------------------------------- | ----------------------------- | ---------- |
| 1.               | "Tìm Kiếm Cỏ Bốn Lá (寻找四叶草)"                     | Vương Vận Vận                                     | Lưu Giai                                          | Lại Mỹ Vân, Trịnh Nhân Dư     | 3:46       |
| 2.               | "Đánh Đổi (交换)"                                     | Vương Vận Vận, Đại Viện                           | Darylk Vương Khải Ngọc, Thu Tiểu Thiên            | Châu Thâm                     | 4:04       |
| 3.               | "Nhất Trường Hạ Sự (一场夏事)"                        | Vương Vận Vận, Đại Viện                           | Darylk Vương Khải Ngọc                            | Tôn Thịnh Hy                  | 4:14       |
| 4.               | "Em Tràn Đầy Sức Sống (满满元气的你)"                 | Thần Vũ Minh                                      | Darylk Vương Khải Ngọc, Lôi Thập Nhất             | Trắc Điền                     | 3:39       |
| 5.               | "Ánh Sáng (光)"                                       | Darylk Vương Khải Ngọc, Vương Vận Vận             | Darylk Vương Khải Ngọc, Calvinc Thường Duyệt      | Trắc Điền                     | 3:55       |
| 6.               | "Đáng Đời (活该)"                                     | Lý Doanh Doanh Leeeinein, YC Dư Hy                | Lý Doanh Doanh Leeeinein, YC Dư Hy                | Triệu Dịch Hoan, Lưu Nhuế Lân | 2:27       |
| 7.               | "Tâm Động Là Có Em Bên Cạnh Anh (心动是有你在我身旁)" | Thần Vũ Minh                                      | Darylk Vương Khải Ngọc                            | Trịnh Nhân Dư                 | 4:03       |
| 8.               | "Feeling"                                             | Darylk Vương Khải Ngọc                            | Darylk Vương Khải Ngọc, Calvinc Thường Duyệt      | Thạch Khang Quân              | 4:10       |
| 9.               | "Nhất định (注定)"                                    | Lý Doanh Doanh Leeeinein, YC Dư Hy                | Lý Doanh Doanh Leeeinein, YC Dư Hy                | Vương Vận Vận                 | 3:18       |
| 10.              | "Dương Quang Thiếu Niên (阳光少年)"                   | Vương Vận Vận                                     | Darylk Vương Khải Ngọc                            | Vương Vận Vận                 | 4:41       |
| 11.              | "Crow"                                                | Samia Mirza, Christopher Powers, Justin Swinburne | Samia Mirza, Christopher Powers, Justin Swinburne | 18+                           | 2:58       |
| 12.              | "Magnetic"                                            | Jackson Wang, Boytoy, Oneway                      | Jackson Wang, Boytoy, Oneway                      | Rain, Vương Gia Nhĩ           | 2:39       |
| Tổng thời lượng: | Tổng thời lượng:                                      | Tổng thời lượng:                                  | Tổng thời lượng:                                  | Tổng thời lượng:              | 43:54      |